# 배미꾸미 조각공원
배미꾸미 조각공원은 인천광역시 옹진군 북도면 모도리에 있는 조각공원이다. 

## 소개
옹진군 모도리에 있는 사유지이자 조각공원으로 조각가 이일호가 모도에서 활동을 하며 지내는 중에 그의 작업장 앞마당에 조각 작품들을 전시하면서 알려지게 되었다. 
앞마당에 이일호 작가가 조각한 조각 작품들이 다수 전시되어 있으며 주로 몽환적이고 성애(性愛)를 주제로 한 조각 작품들이 전시되어있다. 
현재는 작업장이 카페 및 펜션으로 운영되고 있으며 개인 사유지이기 때문에 입장료를 받고있다. 
영화감독 김기덕의 영화 시간의 촬영지로도 알려졌으며 지상파 방송 등에서도 소개되었다. 
조각공원 앞에는 배미꾸미 해변으로 갈 수 있다.  

## 현황
- 조각 작품 전시
- 카페 및 펜션(구 이일호 작가 작업장)
- 배미꾸미 해변

## 교통
모도에 있기 때문에 현재는 도선으로만 갈 수 있으며 영종도 삼목선착장에서 장봉도행 도선을 타고 신도 선착장에 하선하여 모도로 가는 옹진군 북도면 공영버스를 타고 모도리정류소에서 하차하여 배미꾸미 해변 방향으로 가면 나온다.